# Formació del Frenchman
La Formació del Frenchman és una unitat estratigràfica del Cretaci tardà (Maastrichtià tardà) de la conca sedimentària del Canadà occidental. Es presenta al Saskatchewan meridional i al sud-est d'Alberta (a Cypress Hills). Aquesta formació va ser definida G.M. Furnival l'any 1942 a partir d'observacions d'afloraments al llarg del riu Frenchman, entre Ravenscrag, Saskatchewan i l'autopista Saskatchewan Highway 37. Conté els gèneres més recents dels dinosaures no aviaris, de la mateixa manera que la Formació de Hell Creek als Estats Units.

## Litologia
La formació Frenchman consta de diversos tipus de pedra sorrenca amb interposicions menors de pedra argilenca i de conglomerats. En algunes zones hi ha capes de conglomerat amb còdols de quarsita.

## Gruix i distribució
La formació Frenchman és present al sud-oest de Saskatchewan i a la zona de Cypress Hills del sud-est d'Alberta. La seva màxima fondària és de 113 m.

## Edat
La formació Frenchman és de l'era Maastrichtià tardà, i la part de dalt d'aquesta formació coincideix amb el límit Cretaci-Paleogen, com queda evidenciat pels canvis bioestratigràfics i, en algunes zones, la presència de l'anomalia d'iridi del final del Cretaci.

## Paleontologia
| Dinosaures trobats a la Frenchman Formation | Dinosaures trobats a la Frenchman Formation | Dinosaures trobats a la Frenchman Formation | Dinosaures trobats a la Frenchman Formation | Dinosaures trobats a la Frenchman Formation        | Dinosaures trobats a la Frenchman Formation | Dinosaures trobats a la Frenchman Formation |  |
| ------------------------------------------- | ------------------------------------------- | ------------------------------------------- | ------------------------------------------- | -------------------------------------------------- | ------------------------------------------- | ------------------------------------------- |  |
| Gènere                                      | Espècie                                     | Localització                                | Posició estratigràfica                      | Material                                           | Notes                                       | Imatges                                     |  |
| Edmontosaurus                               | E. annectens                                |                                             |                                             | "Crani completl, [tres o quatre] cranis parcials." | Un hadrosauridae                            |                                             |  |
| Edmontosaurus                               | E. saskatchewanensis                        |                                             |                                             |                                                    | Sinònim més modern d'E. annectens           |                                             |  |
| Thescelosaurus                              | T. assiniboiensis                           |                                             |                                             |                                                    |                                             |                                             |  |
| Torosaurus                                  | T. latus                                    |                                             |                                             |                                                    |                                             |                                             |  |
| Chasmosaurinae indet.                       |                                             |                                             |                                             |                                                    | [ 7 ]                                       |                                             |  |
| Triceratops                                 |                                             |                                             |                                             |                                                    | [ 7 ]                                       |                                             |  |
| Tyrannosaurus                               | Tyrannosaurus rex                           |                                             |                                             |                                                    |                                             |                                             |  |